# Myrath
Myrath (arabisch ميراث ‚Erbe, Vermächtnis‘) ist eine Progressive-Metal-Band mit orientalischen Einflüssen aus Tunesien, die 2001 gegründet wurde. Von 2001 bis 2005 war die Gruppe unter dem Namen X-Tazy bekannt.

## Geschichte

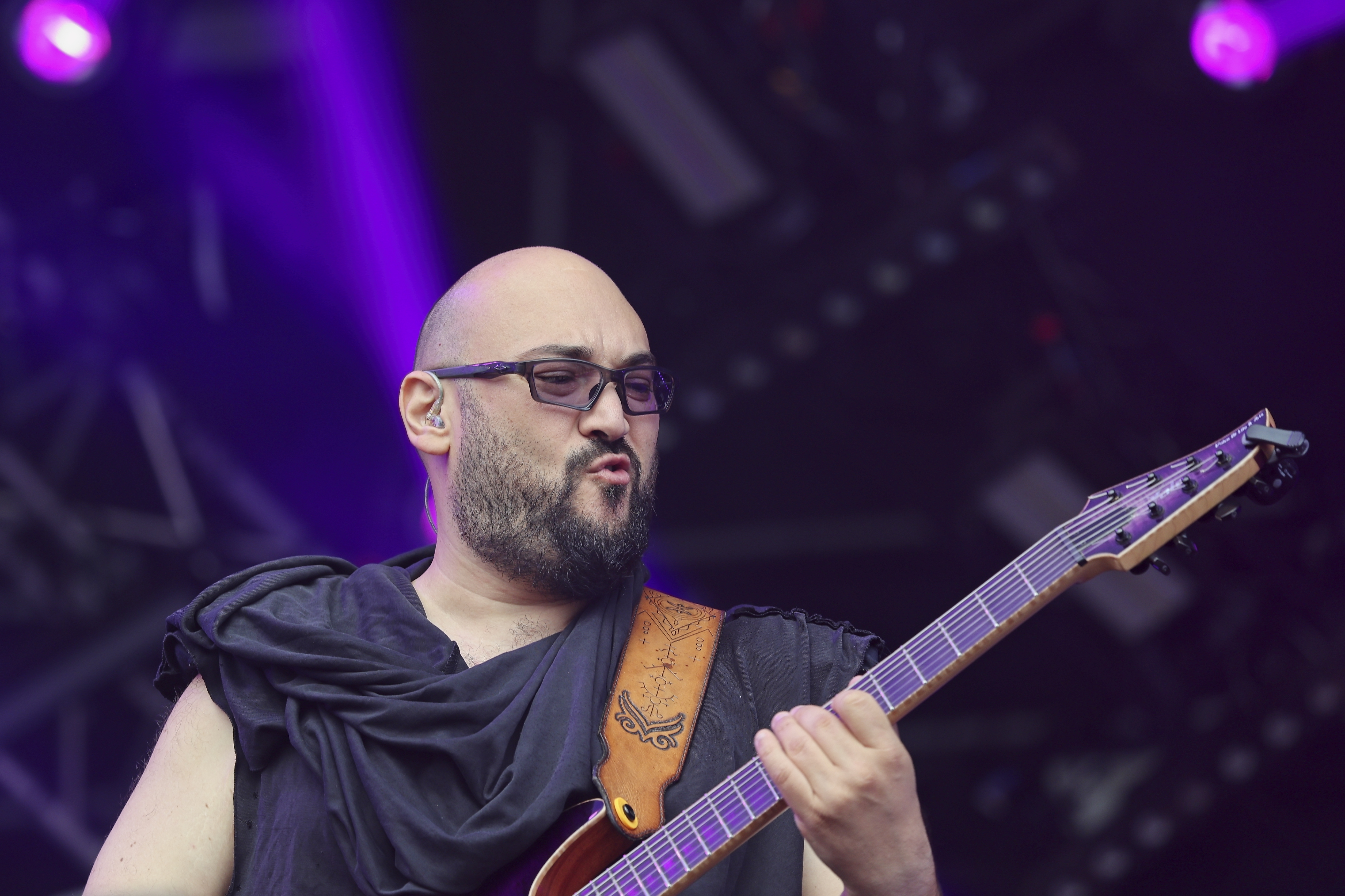
Malek Ben Arbia auf dem Pol’and’Rock Festival 2024

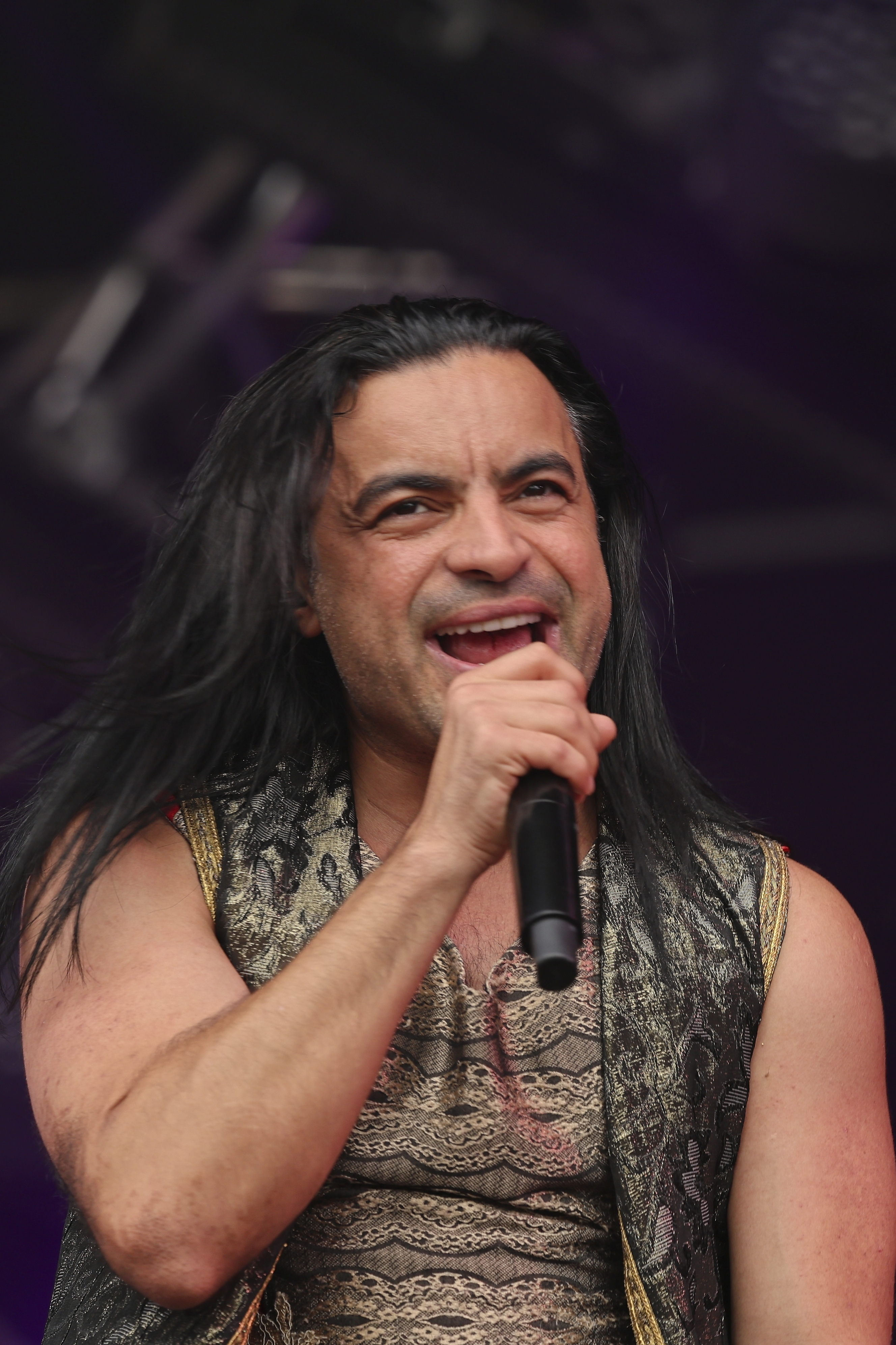
Zaher Zorgati auf dem Pol’and’Rock Festival 2024

Der Gitarrist Malek Ben Arbia, damals 13 Jahre alt, formierte X-Tazy 2001 mit zwei Freunden, die er seine ganze Kindheit kannte: Fahmi Chakrounn (Schlagzeug) und Oualid Issaoui (Gitarre), die beide 14 Jahre alt waren. Danach nahmen sie den Bassisten Zaher Ben Hamoudia und den Sänger Tarek Idouani in die Band auf. Während der ersten beiden Jahre spielte die Band Coverversionen von anderen Bands aus den Bereichen Blues, Heavy Metal und Death Metal.
2003 kam der studierte Keyboarder Elyes Bouchoucha in die Band, der nicht nur den Posten am Keyboard übernahm, sondern auch Tarek Idouani als Sänger nachfolgte. In dieser neuen Besetzung spielten Myrath diverse Konzerte mit weiteren Coverversionen, vor allem von der gemeinsamen Lieblingsband Symphony X.
Zu dieser Zeit begann die Band auch mit dem Schreiben eigener Songs im Progressive-Metal-Stil mit orientalischen Einflüssen. Nach weiteren Umbesetzungen veröffentlichte die Band im März 2005 nur in Tunesien das Demo-Album Double Face, das von der Band selbst produziert wurde.
Im Dezember 2006 veröffentlichte die Band Hope mit Kevin Codfert als Produzent, dem Keyboarder der Band Adagio, den die Band auf einem Rockfestival kennengelernt hatte. Im Juni 2007 kam der Sänger Zaher Zorgati in die Band.
Das Album Desert Call erhielt gute Kritiken. Darunter waren 8,5 von 10 Punkten im Rock Hard Nr. 277 und 6 von 7 Punkten in der Metal Hammer Ausgabe 06/10.
Die Band absolvierte im Oktober 2010 einen Auftritt auf dem ProgPower-Europe-Festival, welcher vom Publikum als einer der besten des Festivals beurteilt wurde. Im November und Dezember 2011 tourten sie mit Orphaned Land, Arkan und Artweg durch Europa.
Beim Titel des 2016 veröffentlichten Albums Legacy handelt es sich um ein Eponym des Bandnamens. Für das Lied Believer wurde ein aufwendiges Video gedreht, das mittels Crowdfunding finanziert wurde.

## Diskografie

### Studioalben
- 2005: Double Face (CD; Eigenvertrieb, als X-Tazy)
- 2007: Hope (CD; Brennus Music / Musea)
- 2010: Desert Call[6] (CD; XIII BIS Records)
- 2011: Tales of the Sands[7] (CD/CDR; XIII BIS Records)
- 2016: Legacy (CD/LP; Verycords / Ear Music)
- 2019: Shehili (CD; Verycords / Ear Music)
- 2024: Karma (CD/LP; Verycords / Ear Music)

### Livealben
- 2020: Live in Carthage (CD/DVD; Verycords / Ear Music)

### Kompilationen
- 2018: Merciless Times (2xCD; Spiritual Beast) Nur in Japan erschienen.

### EPs
- 2024: Into the Light

### Singles (Auswahl)
- 2011: Tales of the Sands
- 2011: Under Siege
- 2011: Braving the Seas
- 2016: I Want to Die
- 2016: Endure the Silence
- 2016: Get Your Freedom Back
- 2016: Nobody’s Lives
- 2016: Jasmin
- 2018: Dance (CD; Verycords / Ear Music)
- 2019: Born to Survive

### Musikvideos
- 2010: Empty World
- 2011: Merciless Times (Regie: Sendi Zehadi)
- 2016: Believer (Regie: Ivan Colic)
- 2018: Dance (Regie: Ivan Colic)
- 2019: No Holding Back (Regie: Ivan Colic)
- 2023: Heroes
- 2023: Child of Prophecy (Regie: Michail Sedov)
- 2024: Into the Light
- 2024: Candles Cry (Regie: Raf Reyntjens)